# Dmytrivka (Raión de Bolhrad)
Dmytrivka  (ucraniano: Дмитрівка) es una localidad del Raión de Bolhrad en el Óblast de Odesa de Ucrania. Según el censo de 2001, tiene una población de 4806 habitantes.